# HMAS Torrens (1915)
HMAS Torrens – australijski niszczyciel z okresu I wojny światowej, jedna z sześciu jednostek typu River. Okręt został zwodowany 28 sierpnia 1915 roku w stoczni Cockatoo Island Dockyard w Sydney, a w skład Royal Australian Navy wszedł 3 lipca 1916 roku. Jednostka, oznaczona znakami burtowymi 67 i H.A3, została wycofana ze służby w 1926 roku, po czym zatopiona jako okręt-cel 24 listopada 1930 roku.

## Projekt i budowa
HMAS „Torrens” był jednym z sześciu bliźniaczych niszczycieli (oryginalnie klasyfikowanych jako torpedo-boat destroyers) typu River, zbudowanych według zmodyfikowanego projektu brytyjskich okrętów typu Acheron . Zbudowane dla Australii niszczyciele różniły się od swych brytyjskich braci dwoma pochylonymi kominami oraz słabszym uzbrojeniem .
„Torrens” zbudowany został w stoczni Cockatoo Island w Sydney (numer stoczniowy 5) . Stępkę okrętu położono 25 stycznia 1913 roku, zwodowany został 28 sierpnia 1915 roku, a całkowity czas budowy wyniósł 1 rok i 5 miesięcy .

## Dane taktyczno-techniczne
„Torrens” był niewielkim niszczycielem o długości całkowitej 75 metrów, szerokości 7,8 metra i zanurzeniu 2,7 metra . Wyporność normalna wynosiła 778 ton, zaś pełna 990 ton . Siłownię okrętu stanowiły trzy zestawy turbin parowych systemu Parsonsa o łącznej mocy 13 500 KM, do których parę dostarczały trzy kotły Yarrow . Prędkość maksymalna napędzanego trzema śrubami okrętu wynosiła 27 węzłów. Okręt zabierał zapas 178 ton paliwa, co zapewniało zasięg wynoszący 2300 Mm przy prędkości 13 węzłów .
Na uzbrojenie artyleryjskie okrętu składało się pojedyncze działo kalibru 102 mm (4 cale) BL Mark VIII L/40 oraz trzy pojedyncze działa 12-funtowe kal. 76 mm (3 cale) QF Mark I L/40 . Uzbrojenie uzupełniały cztery karabiny maszynowe, w tym trzy Lewis. Broń torpedową stanowiły trzy pojedyncze wyrzutnie kal. 450 mm (18 cali) . 
Załoga okrętu składała się z 70 oficerów, podoficerów i marynarzy .

## Służba
Okręt został przyjęty w skład Royal Australian Navy 3 lipca 1916 roku, otrzymując numer taktyczny 67. Po zakończeniu I wojny światowej numer taktyczny jednostki zmieniono na H.A3. Niszczyciel wycofano ze służby w 1926 roku, a następnie został zatopiony jako okręt-cel ogniem artylerii krążownika HMAS „Canberra” 24 listopada 1930 roku.